# José Jesús Aybar Bejarano
José Jesús Aybar Bejarano, más conocido como Aybar, (nacido el 4 de septiembre de 1972 en Arjonilla, Jaén) es un entrenador español. Actualmente es entrenador del Atlético Mancha Real de la Tercera Federación.

## Carrera deportiva
Empezó su carrera en el Arjonilla C.F. Allí entrenó al juvenil y en Regional Preferente. Crecío en Mancha Real durante dos temporadas. Después se marcharía al Real Jaén, primero en el filial y luego en el primer equipo.
Tras entrenar siempre en la provincia de Jaén, en 2004 y 2005 se convirtió en entrenador del Real Jaén. Más tarde, sería director deportivo del club.
En 2010 entrenó al Atlético Mancha Real de Tercera División, con el que consiguió el título del campeón del grupo IX y llegó a la última eliminatoria de ascenso, donde fue superado por el Extremadura de Almendralejo en 2010.
En verano de 2014 se convierte en nuevo entrenador del Real Jaén para la próxima temporada con el reto de volver a la Liga Adelante tras haber perdido la categoría el 7 de junio tras perder por 2 a 3 contra el Deportivo Alavés.
El nuevo entrenador compaginó su cargo con el de director deportivo, que desempeña desde hace cuatro temporadas. El 12 de enero de 2015 será cesado tras la derrota del equipo blanco por 0-3 ante el Club de Fútbol Villanovense.
En septiembre de 2015 se convierte en el entrenador del Antequera Club de Fútbol, equipo que milita en el Grupo IX de la Tercera División de España. Aybar dirigiría al club malagueño durante 6 temporadas, clasificándolo hasta en cuatro ocasiones para disputar el playoff de ascenso a Segunda División B de España.
Al término de la temporada 2020-21, lograría con el Antequera Club de Fútbol el salto de categoría a la Segunda División RFEF.
El 25 de junio de 2021, abandona el Antequera Club de Fútbol tras 6 temporadas en el cargo y firma como director deportivo del Atlético Mancha Real de la Segunda División RFEF.

## Clubes como entrenador
| Club                                      | País              | Año       |
| ----------------------------------------- | ----------------- | --------- |
| Atlético Mancha Real                      | Bandera de España | 2002-2003 |
| CA Arjonilla                              | Bandera de España | 2003-2004 |
| Atlético Mancha Real                      | Bandera de España | 2004      |
| Real Jaén B                               | Bandera de España | 2004-2005 |
| Real Jaén                                 | Bandera de España | 2005-2006 |
| Imperio Albolote                          | Bandera de España | 2006-2008 |
| Atlético Mancha Real                      | Bandera de España | 2008-2011 |
| Real Jaén                                 | Bandera de España | 2014-2015 |
| Antequera Club de Fútbol                  | Bandera de España | 2015-2021 |
| Atlético Mancha Real (director deportivo) | Bandera de España | 2021-     |